# Tense Nervous Headache
Tense Nervous Headache è il secondo album solista del cantante britannico Boy George, pubblicato nel 1988, su etichetta Virgin. La realizzazione del lavoro viene descritta dallo stesso Boy George nella sua autobiografia del 1995, Take It Like a Man. L'album è stato un clamoroso flop nel Regno Unito, dove fu messo da parte subito dopo la pubblicazione, e dopo che il primo ed unico singolo estratto, la traccia di apertura, Don't Cry, «morì di morte solitaria», nelle parole dell'autore. Il lavoro ha ottenuto buoni risultati in Italia ed è andato ancora meglio in Francia e in Germania. Non è però mai uscito negli USA; soltanto 6 delle 12 tracce totali hanno raggiunto il mercato statunitense, assieme ad altre 4 tratte dall'album successivo, Boyfriend, inserite tutte sulla raccolta High Hat, appositamente realizzata per gli Stati Uniti dalla Virgin Records America. Dopo il flop del primo singolo, infine, nonostante fosse già stato girato e messo in rotazione il videoclip per un secondo estratto, Whisper, la casa discografica decise di non far uscire il relativo 45 giri.

## Genesi dell'album
(Boy George nella sua prima autobiografia)
Il titolo ("mal di testa di origine nervosa") diventa definitivo dopo aver scartato una serie di ben più tragiche alternative, tra cui la tenace Tense Nervous Breakdown («collasso di origine nervosa»), cronologicamente l'ultima delle opzioni provvisorie, che resse quasi fino al momento dell'uscita del disco sul mercato, prima di decidere definitivamente per il titolo con cui l'album è stato poi pubblicato.
Come sempre per l'artista, le registrazioni ebbero inizio prematuramente, utilizzando il nucleo dei musicisti che erano accidentalmente diventati la sua band dall'epoca delle sessions per il primo album solista, Sold (1987): Glen Nightingale, Ian Maidman, Amanda Vincent e Ritchie Stevens. Visto il successo parziale ottenuto dal ritorno del produttore storico dei Culture Club, Steve Levine, a ricoprire stavolta il ruolo di produttore e coautore, viene invece arruolato Bobby Z, ex batterista di Prince. Boy George fece i salti di gioia alla possibilità di lavorare con Bobby, sperando che «riuscisse a cospargere sul tutto un po' di quella magia tipica di Prince». Il concept, l'idea generale del disco, era la disperazione. Il cantante non sapeva se desiderava essere Prince, David Bowie o Roy Orbison, quest'ultimo da lui impersonato, in modo piuttosto convincente, su Don't Cry, roboante ballata basata sugli archi, pezzo posto in apertura dell'album ed estratto come primo ed unico singolo.
Ad aumentare la confusione, concorse la nuova passione di Boy, già orientato verso i nuovi suoni garage underground, coi quali era entrato in contatto tramite locali quali lo Spectrum e il Future, dove ballava sulla musica di Todd Terry e Marshall Jefferson. Le classifiche pullulavano della disco-pop di Stock, Aitken & Waterman. Così puntualizza George: 
Un contingente della Virgin America, la sua nuova agente per la stampa Audrey Strahl, e Sharon Heyward, capo della Black Music, fecero irruzione nello studio. I loro commenti, tipo È piuttosto rock e Ma le voci restano così?, non fecero che provocargli ulteriore panico. Heyward aveva i suoi bei piani: voleva trasformare l'ex leader dei Culture Club nel nuovo Jack Swing Kid On The Block e suggerì una collaborazione con il giovane produttore nero Teddy Riley. Boy George pensava che lui e Teddy avrebbero scritto insieme, ma quest'ultimo arrivò a Londra con tre canzoni, già piuttosto vecchiotte, che non era riuscito a rifilare a Bobby Brown. I testi vertevano tutti «sull'abbracciare la mia ragazza e sul non riuscire a tollerarlo», così li descrive il cantante, il quale, anche e soprattutto autore di testi, fu d'accordo a cantarle, a patto però di poter lavorare sulle parole, cosa che riuscì a fare con non molto successo.
La session di registrazione si rivelò piuttosto ardua. George definisce Teddy come una persona abbastanza simpatica con cui conversare, mentre non sembra avere commenti gentili per il suo «invadente partner di mezza età e figura paterna», Gene Griffin, che a detta dell'artista «rubava continuamente la scena. Gene appariva come un sosia tarchiato di Shaft, con la montatura degli occhiali in diamante e pantaloni di pelle svasati». A quanto pare, continuava a dire: «Noi ti amiamo, Boy», e, assumendo la voce di qualcun altro, si prodigava nel dare consigli indesiderati al cantante: «Cantala esattamente in quel modo». Danny dovette implorare il solista di non lasciare lo studio, che si convinse del fatto che tutti quei ritmi, tutti quegli extra beats e un'over-produzione avrebbero compensato per la totale mancanza di sostanza. Ma si sbagliava. Quando ricevette i missaggi finali, cadde in una profonda depressione. Disse alla Virgin che non voleva le tracce di Riley sul suo album. Per tutta risposta, i responsabili della major sottolinearono di aver investito ben 75.000 dollari (secondo George una somma ridicola e tutta recuperabile) e che non gliene importava nulla dell'integrità dell'artista.
Un agguerrito O'Dowd iniziò in ogni caso a scriversi i suoi pezzi dance personalmente, insieme a Vlad Naslas, creatore di uno dei primi brani house, The Jack That House Built, ma affrontava la questione nel modo sbagliato, cercando di trovare delle parole che si adattassero al groove. Boy apparteneva alla scuola strofa-ritornello-strofa di Tin Pan Alley, da cui proveniva, e gli riusciva difficile scrivere qualunque cosa avesse un significato su 120 beats al minuto. I testi dance erano virtualmente inesistenti, un vacuo richiamo ad alzarsi, abbassarsi e scatenare il corpo, baby. Le canzoni che scriveva lui facevano sembrare Stock, Aitken & Waterman Bob Dylan.
«Quando Bobby Z fece ritorno nella terra promessa color porpora, avevo soltanto metà disco», rivela George. Continuò con un altro produttore ancora, Mike Pela, che aveva lavorato con Sade. Registrò tre nuovi brani, che avrebbero costituito le punte di diamante di un album tanto ispirato a tratti quanto scialbo e piatto in altri momenti: Something Strange Called Love, Mama Never Knew e Kipsy, quest'ultima in collaborazione con la rapper reggae bianca M.C. Kinky (la quale firmerà anche il rap giamaicano inserito in uno dei brani in séguito pubblicati da Boy, sotto il nuovo pseudonimo di Angela Dust, con i Jesus Loves You). Kipsy è un dramma tratto dalla vita reale, che racconta la storia vera di una modella di fama, giudicata e assolta per questioni legate al commercio di ecstasy. Il testo e il parlato in stile toastin' di MC Kinky diedero vita alla canzone. Alla fine, e troppo tardi, George incominciava ad avere il feeling, a sentire l'ispirazione. Lavorare con la toaster fu per lui come tornare ai primi tempi coi Culture Club, in un clima, nelle sue parole, «traboccante coraggio e spontaneità».
George racconta nel suo libro l'incontro con la rapper nei minimi dettagli: 
Per quanto lo si tentasse di metterlo insieme, con una toppa qua e una là, Tense Nervous Headache era« auto-indulgente, sparpagliato e dolorosamente fuori dal mondo». Il sound e l'atteggiamento attorno al cantante erano drasticamente mutati. L'acid house era ormai il nuovo punk in città. Le star della musica erano DJ senza volto e techno-cultori. Tutti quanti si spogliavano per sconvolgersi. Non aveva senso andare vestiti in ghingheri in locali come lo Shoom, per poi calarsi un'ecstasy e fare dell'aerobica acida.
Così, l'appariscente Boy George incominciò a vestirsi come il più normale dei Mario, ad andare ai rave illegali nell'East End e a fare richieste sulle stazioni radio pirata. «E adesso un urlo gigantesco per George di Hampstead». Era saturo e sentiva di avere di nuovo sedici anni. Il suo ventisettesimo compleanno coincise con il più bel rave di quell'anno, con Danny Rampling e Jeremy Healey come DJ. Gli inviti erano costituiti da T-shirts con lo smile e il messaggio «If you're not screaming you must be dreaming» («se non stai gridando, allora mi sa che stai sognando»).
George descrive divertito il clima di quella festa: 
Il festeggiato andò a vedere il concerto di Prince per il tour di Lovesexy sotto l'effetto di un trip, e sotto un altro trip, lui, l'amico Fat Tony ed MC Kinky finirono sotto l'appartamento di Ben dei Curiosity Killed The Cat, gridando: «Vogliamo i Bros!».
«Erano giorni sciocchi e liberatori», confessa oggi un pentito Boy George. «Kinky mi soprannominò Chanting Pig («Maiale Canterino») ed io la chiamavo Pat Geary, perché quello era l'aspetto che aveva quando era sotto acido». Come tutte le amicizie più belle dell'artista anglo-irlandese, la loro fu istantanea e, spesso, psicotica. Litigavano così tanto che gli amici lo sfottevano: «Vedo che c'è tua moglie con te [..] » Michael Dunne, il secondo importante boyfriend del cantante, dopo l'ex batterista dei Culture Club, Jon Moss, non riusciva a capire perché il suo amante trascorresse così tanto tempo con Kinky. George inserisce nel suo racconto una frecciatina diretta a Dunne: «'Lei' divenne un'altra scusa, ma anche noi avevamo i nostri problemi personali».
All'inizio del 1988, naturale conseguenza di una serie di liti furiose, Michael se n'era andato da Hampstead, e si era ritrasferito a Soho, dove abitavano i suoi ex co-inquilini. La loro relazione aveva seguìto un prevedibile schema fatto di pugni e silenzi estesi. Nessuno dei due sapeva come comunicare, senza lanciare un insulto o un piatto, e George avevo la crudele abitudine di ricordare a Michael: «Questa è casa mia». Specifica però il padrone di casa, vittima di un'infanzia burrascosa, dominata dal rapporto conflittuale con la figura paterna: «Lo spettro di mio padre entrava di nuovo in gioco ».
Quanto al boyfriend, bisogna dare atto a George che Michael non era certo un campione di stabilità. «Non tentava nemmeno di affermare le sue ragioni», accusa Boy, «preferendo lamentarsi o raggomitolarsi in un angolo come un gatto pigro». Fumava fin troppo hashish, viveva col sussidio di disoccupazione e non portava altro che i suoi jeans strappati. Il cantante lo odiava perché Dunne non faceva nulla di nulla, ma allo stesso tempo aveva il terrore che potesse avere più di tanto una vita tutta sua e non avesse più bisogno di lui.
L'artista britannico appare comunque molto comprensivo, quando analizza la storia dell'ex ragazzo più in profondità: 
Come descrive uno dei ritornelli di I Love You, traccia #7 di Tense Nervous Headache, una delle tante canzoni ispirate da Michael o espressamente composte per lui:
Like the stars love the sky and they’re never lonely

I love you

Cos you’re weak, incomplete and you’re never phoney.»
Come le stelle amano il cielo e non sono mai sole

Ti amo

Perché sei debole, incompleto e mai saccente.»
Tense Nervous Headache non conquistò mai il mercato. Nel Regno Unito, fu messo da parte dopo che il primo singolo, Don't Cry, morì di morte solitaria. L'album andò bene in Francia e in Germania, e abbastanza bene in Italia, ma, confessa un Boy George in piena crisi: Ero pronto per ritirarmi ed andarmene in pensione. Non volevo essere più una curiosa stranezza del pop. I tassisti londinesi avevano la cura: «Ti serve un'altra "Karma Chameleon". Canta qualcun'altra di quelle ballate. Anche Tony Gordon, il mio manager, diceva che facevo il tipo sbagliato di musica. Le parole Culture Club apparivano fin troppo spesso nei suoi discorsi».
Per un po', Boy pensò di aprire un locale oppure di disegnare abiti. Faceva delle conversazioni con Steph Raynor, che possedeva gli omonimi negozi Boy – era sempre stato un sogno dell'artista quello di creare la sua personale collezione di moda. Steph lo invitò nel suo appartamento a Saint-Tropez. George trasformò il tutto in una vacanza, portando con sé Jeremy Healey. E così commenta nella sua biografia: “E fu una fortuna che lo feci: Steph era davvero noioso e per niente alla moda, e la scena dei locali era ancora peggio. Non parlammo molto di affari. Per lui ero soltanto un'opportunità per realizzare delle foto per una sfilata che aveva organizzato in un ristorante sulla spiaggia”.
Ma lui e Jeremy riuscirono comunque a trovare il lato divertente di tutta la situazione, e tra fiumi di champagne ed un'incursione involontaria in quella che si diceva essere la villa di un gangster, trascorsero una vacanza indimenticabile, che fece dimenticare a Boy George il fatto che il suo ultimo album, la cui gestazione era stata a dir poco tortuosa, era stato un flop su tutta la linea, il suo primo vero flop a 33 giri.

## Formati & versioni - Singoli, CD singoli, maxi singoli & lati B
Tense Nervous Headache esce in due diverse versioni, con un diverso numero e ordine delle tracce. La versione più breve è quella del vinile, con 9 tracce, quattro sul lato 1 e cinque sul lato 2, contenente una versione edit più breve di "Something Strange Called Love". La versione più completa è invece quella nei formati del compact disc e della cassetta, con 12 tracce, tra cui la versione estesa di "Something Strange Called Love". I tre brani assenti dal vinile sono la reinterpretazione "What Becomes Of The Broken Hearted", e le due inedite "American Boyz" e "Happy Family", poste, in quest'ordine, in chiusura del CD. Diverso l'ordine sull'MC, dove "What Becomes Of The Broken Hearted" e "American Boyz", inserite dopo la traccia numero 4, "Girl With Combination Skin" (ultima della facciata A sul vinile), chiudono il lato 1, mentre "Happy Family", dal titolo palesemente ironico, chiude il lato 2 e tutto l'album, con una denuncia sociale sulla violenza tra le mura domestiche, snocciolata su una base dance piuttosto tirata, contrapponendosi al testo e all'intensa ballata che qui la precede, "Mama Never Knew" (incentrata sul difficile rapporto creato dal problematico triangolo madre/figlio/coming out, interpretata a due voci da Boy George con una delle sue coriste), a cui tocca invece chiudere il vinile.
Tense Nervous Headache, come detto, produce un solo singolo, sul cui lato A viene inserita la versione edit del lungo brano di apertura, "Don't Cry", che viene accorciato di ben 3 minuti, rispetto alla versione completa dell'album, che ne dura addirittura 7. Quest'ultima viene comunque riproposta del tutto inalterata, con la sola aggiunta del sottotitolo «in full version», come lato A del maxi singolo, costituendo già di per sé un'extended version, senza neanche bisogno di fare la fatica di crearne una nuova.
Sia il singolo che il maxi singolo comprendono anche, come lato B, l'inedita "Leave In Love", altra creazione di Bobby Z, duetto con una delle coriste di rilievo dell'album, Carroll Thompson. Oltre ai due formati, entrambi in vinile, del singolo e del maxi singolo, "Don't Cry" viene pubblicata anche in CD singolo, il nuovo rivoluzionario supporto, creato in sostituzione dell'appena nata, e già obsoleta, cassetta singola (che Boy George, sempre all'avanguardia, aveva comunque già sperimentato per "Everything I Own", il primo singolo tratto dal precedente album "Sold"). Pregio di questo CD singolo, contenente ovviamente "Don't Cry" come brano di punta, è quello di includere due inediti in versione digitale, dei quali uno è la già citata "Leave In Love", e l'altra è un brano disponibile solo qui, per ovvi motivi legati al suo titolo, "A Boy Called Alice"(«Un ragazzo di nome Alice»), che, all'epoca della sua uscita, l'autunno del 1988, costituisce la dichiarazione più manifesta di omosessualità allora mai ufficializzata da George, nonché una delle canzoni più belle dell'artista inglese e, allo stesso tempo, una delle tracce più ricercate dai fans. Infatti, il singolo riceve una scarsissima diffusione, raggiungendo soltanto il Numero 60 della classifica inglese, restando tra i primi 75 per un totale di due sole settimane.

## Altri brani del periodo non inclusi sull'album
Ipotizzando che di Tense Nervous Headache esca un giorno una versione rimasterizzata con delle bonus tracks, tra queste ci sarebbero sicuramente, oltre ai due Lati B inediti, pubblicati sul CD singolo di "Don't Cry", i due pezzi usciti, in formato singolo, prima e dopo l'album: "Live My Life", dalla colonna sonora del film del 1987 "Hiding Out", pubblicata però come singolo ufficiale di Boy George soltanto nel 1988 (prima di allora era disponibile un maxi singolo promo senza copertina, con quattro remix) e "No Clause 28", denuncia sociale contro le restrizioni relative all'omosessualità e alla pornografia, primo esperimento che l'artista fa con le nuove sonorità acid-house, che poi diventeranno una costante della sua carriera, introducendo nel brano originale anche una sezione rappata, che poi scomparirà da quasi tutte le versioni successive, in particolar modo nel più celebre remix hi-energy. I due singoli non riscuoteranno un grandissimo successo nel Regno Unito, dove non andranno oltre la Top 65 (fermandosi rispettivamente al numero 57 e numero 62). "Live My Life" entrerà invece nella Top 40 americana, e sarà un grande successo nel resto dell'Europa (dove anche l'altro singolo verrà apprezzato), in particolare in Germania, dove viene commercializzata una versione alternativa piuttosto diversa, con una rapper femminile, promossa dal vivo dallo stesso Boy George, in alcuni programmi televisivi tedeschi.

## Videoclip e videopromo
L'assenza di singoli, a parte "Don't Cry", è in parte bilanciata dal massiccio utilizzo del videoclip, che per quanto riguarda questo album, più che per la solita necessità dell'artista di dare sfogo alla propria straripante creatività, trae origine da scopi puramente commerciali, cioè in quanto mezzo promozionale per far conoscere i numerosi brani del travagliato lavoro. Due sono i videoclip veri e propri tratti da Tense Nervous Headache: innanzitutto, naturalmente, quello che accompagna l'unico singolo e brano di apertura, "Don't Cry", e, cronologicamente secondo, quello realizzato invece per il pezzo posto in apertura del Lato 2 del vinile, la malinconica ballata "Whisper", mai uscita su formato 45 giri.

### Don't Cry
Il video di "Don't Cry", privo di una qualsiasi trama, è dominato da colori vivaci e brillanti, con il blu dello sfondo e il rosso delle labbra che prevalgono sugli altri. Mentre George canta la versione breve della canzone, compaiono una serie di figure, alcune delle quali si intravedono di sfuggita, mentre altre ritornano costantemente. Una scena viene riproposta due volte, come in uno specchio (elemento fisicamente presente nella successiva "Whisper", dove lo specchio davanti al quale è seduto il cantante costituisce la porta di entrata e di uscita sul set principale della clip): si tratta di una donna che si asciuga le lacrime con un fazzoletto, mentre un altro personaggio gioca facendo delle bolle di sapone; le due figure compaiono la prima volta su un lato e la volta successiva sull'altro. Un'altra fugace immagine, che resta però impressa per la sua particolarità fotografica simbolica, è rappresentata da un uomo, seduto in poltrona, coi capelli lunghi, arricciati e non particolarmente curati nella pettinatura, la barba incolta e l'aspetto in generale trasandato; contro queste caratteristiche fisiche esteriori cozzano bruscamente due oggetti che gli occupano le mani: il libro che legge con la mano destra, e il peluche che regge con la mano sinistra. Con un gioco di prospettiva, dietro o sopra la poltrona, compare poi una tastiera col relativo musicista. I musicisti sono un altro elemento ricorrente, sparsi qua e là nel video, alternati alle immagini di Boy George, inquadrato sia in primo piano che a figura intera in piedi. Risalta in particolare una corista, con capelli ricci e banda rossa a sorreggere i capelli, la cui somiglianza con la prima Whitney Houston, soprattutto quella dei video per il primo semi-omonimo album, è straordinaria, e non è forse un caso che, dopo Boy George, sia proprio questa corista a ricevere il maggior numero di primi piani, per creare forse un motivo d'interesse nei confronti di una canzone che non è certo tra le più belle promosse dall'artista, il quale si trova tra l'altro in un periodo non particolarmente felice. Il video, mai statico, presenta in generale delle inquadrature sempre in movimento, con delle figure che, a volte, sembrano girare su se stesse, come la donna con il fazzoletto o la persona che gioca con le bolle di sapone.

### Whisper
Fortemente opposto al coloratissimo video per il primo singolo, il promo girato per "Whisper" è invece interamente in bianco e nero, e presenta un abbozzo di trama, in un ambiente notturno. Nella breve introduzione strumentale, all'inizio sembra essere inquadrato un murale con la scritta («Boy George»), sulla sinistra, e un disegno che lo ritrae, sulla destra, ma si tratta in realtà di uno schizzo a matita, con tanto di titolo, realizzato sui fogli di un quaderno ad anelli. L'inizio vero e proprio, sul finire dell'intro, vede un abbaino di vetro e le strutture geometriche del backstage di un palco di teatro. Il tramite di ingresso (e di uscita finale) per la pseudo-storia è lo specchio di fronte al quale Boy è seduto, attorno al quale si distinguono chiaramente le ombre proiettate da tapparelle cosiddette veneziane. Attraverso lo specchio, una volta nella scena, si vede un palco in preparazione, con un pianoforte e delle donne che camminano avanti e indietro, in abito lungo scuro, coordinate da un uomo (evidentemente il regista) che batte le mani per richiamarle all'ordine. Durante il bridge tra la strofa e il primo ritornello, una carrellata rapida su una parete ruvida costituita da un pannello che pare voler simulare un muro grezzo, e poi la figura di una sposa in abito bianco, che entra da destra e sembra inginocchiarsi. La figura, di cui si intravedono i capelli ricci di media lunghezza, coperta in viso dal velo, è di sesso indistinguibile, e potrebbe forse alludere al famoso concerto giapponese in cui, qualche anno prima, Boy era comparso in abito nuziale. Dall'immagine della sposa, ripassando per i cubi e parallelepipedi del backstage, attraverso l'immagine di un vecchio cameraman dietro alla telecamera, si arriva al ritornello, in cui il cantante è ripreso in primo piano (risalta il trucco bianchissimo, quasi cadaverico), e, attraverso una porta con oblò di vetro, si accede al palco, con i vari elementi della band, tra cui risaltano in particolare le coriste, una donna al pianoforte, trombettisti e fiati in generale. Nella parte finale del ritornello, l'inquadratura laterale riprende Boy George, che compare improvvisamente dalle quinte ed assume di colpo una posa tragica: in piedi, scuote la testa e muove le mani, scandendo le parole. La scena, tutta vista da un lato, tranne uno specchio frontale sul fondo, inquadra durante l'esibizione plastica del Boy, una figura, di nuovo sesso imprecisato, in vesti drappeggiate, che sbircia il cantante/attore dalle quinte, visibili agli spettatori sul lato destro dello schermo. Questa scena accompagna sia il primo che il secondo ritornello, ripetendosi, praticamente uguale, entrambe le volte. La parte centrale del brano, il cosiddetto middle, è introdotto dal flash accecante di una macchina fotografica, solo la prima di una numerosa serie, la cui attenzione è rivolta a una macchina d'epoca, targata 1186 MM, che ricorda molto la lunga auto in cui i Culture Club si aggiravano per la città nel video di "Church Of The Poison Mind". Nell'automobile, sono sedute alcune persone, presumibilmente famose, che gli obiettivi rincorrono e fotografano ripetutamente. Un particolare che viene ripreso in primo piano è l'emblema della macchina, che ricorda fortemente la statuina dell'Oscar. Arrivati al terzo ritornello, dopo il primo piano più generoso dedicato a Boy Gorge in tutta la clip, e dopo un'ennesima messa in risalto dei fiati, il video, avviandosi alla fine, comincia a riavvolgersi su se stesso e a ripercorrere, nel senso inverso, gli elementi di cui è costituito, per cui si torna alle ombre delle veneziane, proiettate sopra e al lato dello specchio davanti al quale c'è il cantante, le strutture geometriche del retro-palco, l'abbaino illuminato di vetro e l'uscita dalla storia e dal video, che così si conclude.

### Kipsy e gli altri videopromo
Ai due videoclip ufficiali descritti sopra, bisogna affiancare una lunghissima serie di esibizioni live e pseudo-live, in playback o con la sola base preregistrata, nelle quali Boy George promuove, una dopo l'altra, le varie tracce dello sfortunato album. Destino simile seguirà il successivo album, Boyfriend, nonostante la cospicua commercializzazione di singoli, maxi singoli e remix, che saprà trarre l'insegnamento necessario dal suo sfortunato predecessore (non che il successivo 33 giri sia per altri versi maggiormente baciato dalla sorte, anzi, a parte i buoni risultati ottenuti nella fedele Italia e nei paesi d'oltralpe, il naufragio sarà ancora più vistoso, proprio a causa del fatto che, se Tense Nervous Headache poteva nascondersi dietro la mancanza di un'adeguata promozione, altrettanto non potrà permettersi Boyfriend con le sue otto tracce, da cui, senza scendere nei particolareggiati dettagli dei differenti formati e delle versioni alternative, verrà estratta l'esatta metà per il lavoro di promozione.
Certo, quattro singoli erano già stati il veicolo pubblicitario del disco di debutto, ma lì si partiva da una più ampia rosa di scelte, potendosi sbizzarrire tra ben 11 tracce. Abbastanza ironicamente, il secondo album solista, di gran lunga superiore al poppettino di veloce consumo del precedente “Sold”, non ne condivise la migliore fortuna commerciale, e ancora più ironico il fatto che delle 12 canzoni che compongono l'album del 1988, non solo una soltanto sarà scelta come singolo, ma questa stessa unica perla rara, gettata nel mare di pescecani che infestava le acque del mercato di fine anni ottanta, dove tutto stava cambiando, dal pattern dei pezzi all'archetipo della star di successo, dal genere musicale più in voga al formato dei supporti promozionali, morirà persino di una morte solitaria, come ebbe a scriverne lo stesso autore, nella sua prima autobiografia.
In ogni caso, visto il fallimentare esito dell'esperimento singolo, George prosegue dritto per la sua strada, e sfrutta tutto ciò che può per restare a galla, combattendo gli anni novanta in arrivo, con le armi più improbabili del decennio al termine. 
Un altro illustre George, che aveva avuto successo col suo gruppo per adolescenti, gli Wham!, invece di far mettere in rotazione da MTV il video ufficiale girato per Freedom nel 1984 (troppi cinesi, a detta del duo e della produzione), aveva utilizzato la ripresa fatta in un programma, con il duo che si agitava in calzoncini da tennis e T-shirt, con la marca Fila in bella e continua vista. 
Persino la stessa Madonna, regina indiscussa del videoclip, ormai fabbrica-successi a ripetizione e con lo stampino, invece di creare un vero videoclip aveva preferito continuare a far girare come clip promo per il suo primo singolo illustre, Holiday, un semplice filmato, realizzato in presa diretta, durante un programma televisivo, dove danzava assieme ai suoi onnipresenti ballerini, nel 1982.
Così, l'autore dell'album-sfida del 1988 cerca di dare il meglio di sé durante le varie esibizioni che colleziona nelle varie trasmissioni, creando piccoli show 'ad hoc' che calzino la canzone di turno al meglio delle possibilità, inanellando, man mano che la quantità delle esibizioni aumenta, una lunga serie di mini show, ampliando la rosa delle scelte promozionali.
I brani più promossi secondo questa modalità sono I Go Where I Go, Whisper, Something Strange Called Love, Kipsy, I Love You. Tra l'altro, dopo il flop di Don't Cry, e appena realizzato il video per Whisper, l'etichetta non se la sente di pubblicare il relativo singolo per quest'ultima, così la promozione del brano continua proprio mediante l'economico format del filmato TV, che se però funziona può rivelarsi piuttosto remunerativo.
Tra i pezzi citati, uno su tutti diventa la stand-out track dell'album: Kipsy (come accadrà a Girfriend sul successivo Boyfriend, soprattutto in Italia, dove la canzone verrà presentata nel popolare programma di Jovanotti, È qui la festa? ), la cui storia raccontata nel testo, vera ed attuale, la cui melodia acchiappatutti e il cui trascinante toastin' di MCKinky costituiscono tutti elementi che rendono impossibile resistere alla canzone, che pian piano, passaggio dopo paziente passaggio, conquista tutti. Alcuni tra i filmati più interessanti del brano vengono presi e messi in rotazione continua dalle emittenti musicali, MTV esclusa, che a partire da questo secondo album dell'artista anglo-irlandese, da lui si dissocia bruscamente e definitivamente, così, di colpo, senza neanche provare ad attenuarne la scomparsa dalla propria martellante programmazione tramite una riduzione progressiva dei passaggi video. In retrospettiva, questa discutibile eppure insindacabile decisione del più noto dei network musicali del globo, si rivelerà utile sia all'artista che al suo pubblico: da entrambe le parti, si avrà difatti la capacità di supplire egregiamente alla perdita di una stella del solo firmamento audio-visivo musicale con la nascita graduale e sempre più solida di un artista multi-mediale, un artista a tutto campo, a 360 gradi, che saprà re-inventarsi come DJ, come fotografo, e come attore teatrale.

## Tracce

### Album
1. "Don't Cry" – 7:03 (O'Dowd, Maidman, Bobby Z)
2. "You Are My Heroin" – 6:19 (O'Dowd, Maidman, Nightingale, Stevens, Fletcher)
3. "I Go Where I Go" – 4:42 (O'Dowd, Naslas)
4. "Girl With Combination Skin" – 6:02 (O'Dowd, Fletcher, Maidman, Nightingale)
5. "Whisper" – 5:40 (O'Dowd, Maidman, Bobby Z)
6. "Something Strange Called Love" – 6:02 (O'Dowd, Vincent, Dewar)
7. "I Love You" – 4:46 (O'Dowd, Maidman, Nightingale, Fletcher)
8. "Kipsy" – 6:06 (O'Dowd, Nightingale, Dewar, Geary)
9. "Mama Never Knew" – 4:56 (O'Dowd, Maidman, Vincent)
10. "What Becomes Of The Broken Hearted" – 3:42 (Weatherspoon, Dean, Riser)
11. "American Boyz" – 6:20 (O'Dowd, Maidman, Nightingale, Vincent)
12. "Happy Family" – 5:07 (O'Dowd, Healey)

### Lati B inediti non inclusi nell'album
1. "Leave In Love" (duetto con Carroll Thompson) – 4:30 (O'Dowd, Bobby Z)
2. "A Boy Called Alice" – 3:20 (O'Dowd)

### Altri brani del periodo non inclusi nell'album
1. "Live My Life" – 3:33 (Willis, Sembello)
2. "No Clause 28" – 4:15 (O'Dowd, Maidman, Nightingale, Stevens, Fletcher)

### Singoli

#### Don't Cry
1. "Don't Cry" (7" Edit) – 4:06 (O'Dowd, Maidman, Bobby Z)
2. "Leave In Love" (vocal solo: Carroll Thompson) – 4:30 (O'Dowd, Bobby Z)

#### Live My Life
1. "Live My Life" – 3:33 (Willis, Sembello)
2. "Live My Life" (Soul Remix) – 4:10 (Willis, Sembello)

#### No Clause 28
1. No Clause 28 – 4:15 (O'Dowd, Maidman, Nightingale, Stevens, Fletcher)
2. No Clause 28 (Beats) – 4:44 (O'Dowd, Maidman, Nightingale, Stevens, Fletcher)

### Maxi Singoli

#### Don't Cry
1. "Don't Cry" (In Full Version) – 7:03 (O'Dowd, Maidman, Bobby Z)
2. "Don't Cry" (7" Edit) – 4:06 (O'Dowd, Maidman, Bobby Z)
3. "Leave In Love" (vocal solo: Carroll Thompson) – 4:30 (O'Dowd, Bobby Z)

#### Live My Life
1. "Live My Life" (Klub Mix) – 7:35 (Willis, Sembello)
2. "Live My Life" (7" Version) – 3:33 (Willis, Sembello)
3. "Live My Life" (Soul Remix) – 4:10 (Willis, Sembello)

#### No Clause 28
1. No Clause 28 (Full Version) – 6:50 (O'Dowd, Maidman, Nightingale, Stevens, Fletcher)
2. No Clause 28 (Extended 7") – 4:44 (O'Dowd, Maidman, Nightingale, Stevens, Fletcher)
3. No Clause 28 (Beats) – 4:44 (O'Dowd, Maidman, Nightingale, Stevens, Fletcher)

### CD Singoli

#### Don't Cry
1. "Don't Cry" (7" Edit) – 4:06 (O'Dowd, Maidman, Bobby Z)
2. "Leave In Love" (vocal solo: Carroll Thompson) – 4:30 (O'Dowd, Bobby Z)
3. "A Boy Called Alice" – 3:20 (O'Dowd)

#### No Clause 28
1. No Clause 28 – 4:15 (O'Dowd, Maidman, Nightingale, Stevens, Fletcher)
2. No Clause 28 (Beats) – 4:44 (O'Dowd, Maidman, Nightingale, Stevens, Fletcher)
3. No Clause 28 (Full Version) – 6:50 (O'Dowd, Maidman, Nightingale, Stevens, Fletcher)

### Maxi Singoli Remix

#### Live My Life
1. "Live My Life" (12" Soul Remix) – 7:25 (Willis, Sembello)
2. "Live My Life" (The Quake Dub) – 6:25 (Willis, Sembello)
3. "Live My Life" (12" Klub Mix) – 7:35 (Willis, Sembello)
4. "Live My Life" (Klub Dub) – 6:25 (Willis, Sembello)

## Credits

### Formazione/Musicisti
- Boy George: voce
- Glen Nightingale: chitarre, cori
- Ian Maidman: basso, tastiere
- Bobby Z: batteria
- Amanda Vincent: tastiere
- Vic Martin: tastiere
- Richie Stevens: batteria in 8
- Derek Green, Helen Terry, Beverly Skeete, Belva Ann Haney, Wendell Morrison Jr., Juliette Roberts, Nevada Cato: cori
- David Ulm, Carol Steele: percussioni
- Jagdeep Singh: tabla, cori
- Simon Tyrrel, Andy Dewar: programmazione batteria
- Ann Dudley: arrangiamento di tutti gli archi
- Kenny Wellington, Dave (Baps) Baptiste, Nat Augustin, Sid Gauld: sezione ottoni
- Ed Jones: sax principale
- Desmond Foster: extra basso
- Caron Geary: toastin' in 8
- Paul Lee, Iris Sutherland, Yvonne White: coro in 9
- Carroll Thompson: voce solista in "Leave In Love"; cori
- MC L Dog: rap in "No Clause 28"

### Staff/Produzione
- Bobby Z: produzione in 1, 2, 4, 5, 7, 9, 11 & "No Clause 28"
- Vlad Naslas: produzione in 3
- Mike Pela per Powerplant London: produzione in 10; missaggio in 1, 2, 4, 5, 6, 7, 8, 9, 11, "Leave In Love" & "No Clause 28"
- Mike Pela per Powerplant London, Boy George: produzione in 6, 8
- Jeremy Healey: produzione in 12 & "No Clause 28"
- John Gallen: produzione remix in 10
- John Robie: produzione in "Live My Life"
- Paul Fox: remix in "Live My Life", edit in "Live My Life" (Klub Dub)
- Ed Thacker: edit in "Live My Life" (Klub Dub)
- Mark Berry: remix in "Live My Life" & "Live My Life" (Klub Mix)
- Michael Mo: remix in "Live My Life" (Soul Remix)
- Michael Moore: remix e produzione supplementare in "Live My Life" (12" Soul Remix & The Quake Dub)
- Jock Loveband, Alan Douglas, Martin White, Terry Reed, Paul Wright, Renny Hill, Phil Legg, Robin Evans: tecnici del suono
- Ian Grimble: tecnico del suono in 12
- Mick Knight: fotografia
- Mark LeBon: fotografia singolo/maxi singolo"Live My Life"
- Industria, Brad Branson: fotografia singolo/maxi/CD singolo "Don't Cry"
- Fritz Kok, Debbi Bunn: collaborazione singolo/maxi/CD singolo "Don't Cry"
- David James: design copertina
- MX+TX @ Assorted iMaGes: design copertina singolo/maxi/CD singolo "Don't Cry"
- Assorted iMaGes: copertina "Live My Life"
- Jamie Redi per Assorted iMaGes: copertina "No Clause 28"
- Judy Blame: styling, direzione artistica
- Panic!: artwork
- Paul Starr: warpaint
- Joe Ewart: noddy notion in "No Clause 28"
- Tony Gordon Wedge Music: management
- Multicultural Club: fan club

## Dettagli pubblicazione
| Paese | Data | Etichetta | Formato | N° Catalogo |
| UK    | 1988 | Virgin    | CD      | CDV 2546    |
|       |      |           | MC      | TCV 2546    |
|       |      |           | LP      | V 2546      |